# マックス・ベックマン

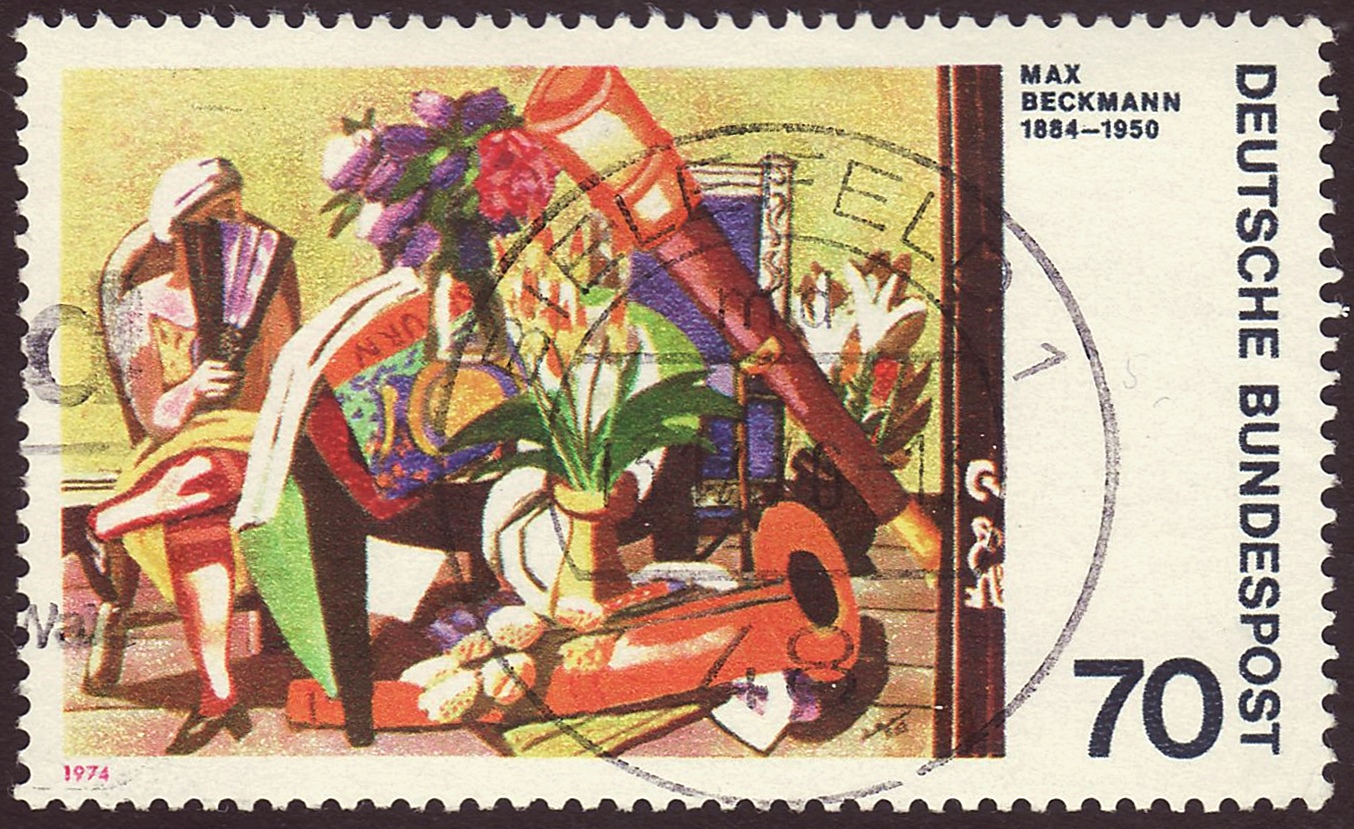
ベックマンの作品を描いた1974年の東ドイツの切手

マックス・ベックマン（ドイツ語: Max Beckmann, 1884年2月12日 - 1950年12月28日）は、ドイツ、ライプツィヒ生まれの画家。表現主義、新即物主義の画家。第一次世界大戦に衛生兵として従軍。その体験から、アカデミックな描写によるスタイルを、歪められた形と空間によるスタイルへと変化させる。生涯を通じて、自画像を多く描いた画家としても知られる。

## 略歴
ライプツィヒの農家で生まれた。1900年からヴァイマルの美術学校で学んだ。1903年に画家でオペラ歌手のミンア(Minna Beckmann-Tube: 1881-1964) と結婚し、2人はパリに移った。フィレンツェやジェノヴァを旅した後、1904年からベルリンに住んだ。1907年にベルリン分離派のメンバーに加わった。
第一次世界大戦に衛生兵として参加するが、戦場での経験から、神経衰弱に陥り、除隊した。この経験は彼の芸術に大きな影響を与え、表現主義のスタイルの作品を描くようになった。 1915年にベルリンを離れ、フランクフルトに移り、フランクフルトの美術学校で教えた。1930年代までのナチスの台頭を反映して、彼の作品はリアリズムと社会批評を含むようになった。ナチスの権力が強まった1933年に、ベックマンの作品は退廃的であると非難され、美術学校の仕事から解雇された。1937年にベックマンの作品は「退廃芸術」に指定され、ベックマンはアムステルダムに移った。第二次世界大戦後の1947年にアメリカに移住しミズーリ州やニューヨークで活動した。展覧会を開くために美術館に移動中に1950年12月28日心筋梗塞によりマンハッタンで死去。

## 代表作
- 夜（1918年-1919年）（ドイツ・デュッセルドルフのノルトライン＝ヴェストファーレン美術館所蔵）カンヴァス・油彩・133x154cm
- アルゴー号の乗組員（1949年-1950年）（アメリカ・ワシントンD.C.のナショナル・ギャラリー所蔵）3枚の板にカンヴァス・油彩・中央205.8x50cm・左185.4x85cm・右184.1x85.1cm
  - ベックマンが生涯に作成した9つのトリプティックのうちの最後のもの（かつ最後の大作）

## ギャラリー

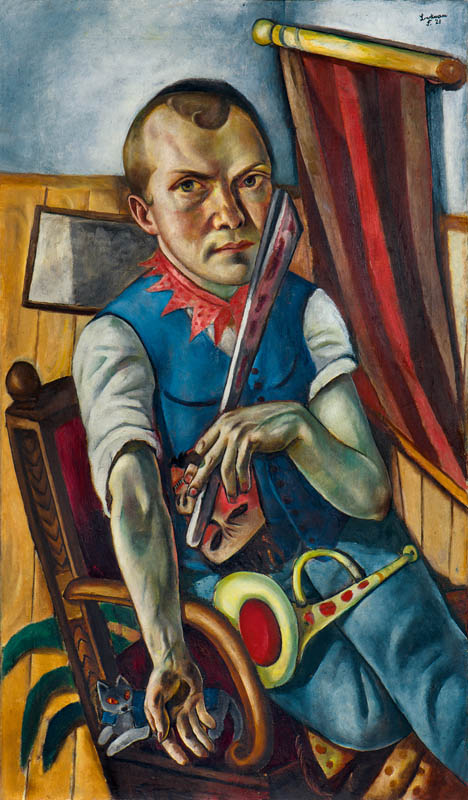
道化師としての自画像
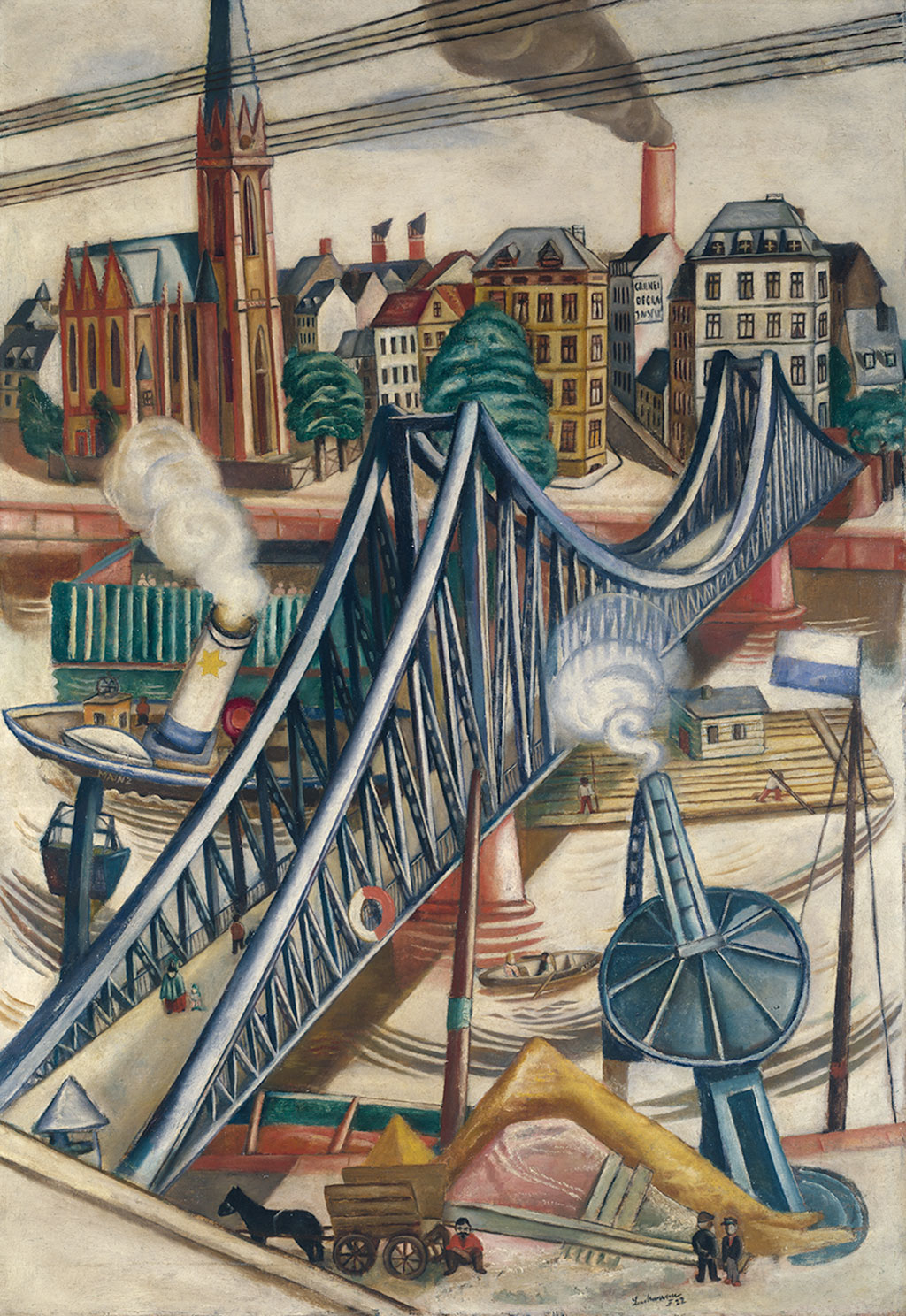
フランクフルトの風景(1922)
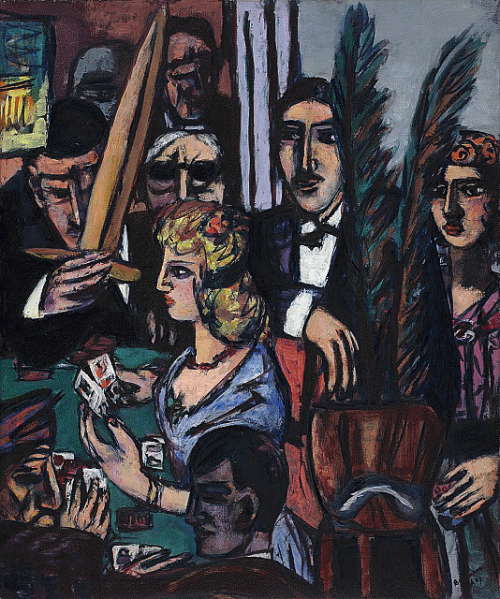
バカラ(1947)

## 展覧会/個展
マックス・ベックマンの作品は、日本でのグループ展においては何回か紹介されているが、日本の美術館における個展（回顧展）は2010年までには開催されていない。